# マリオン・ラムジー
マリオン・ラムジー（Marion Ramsey,  1947年5月10日 - 2021年1月7日）は、アメリカ合衆国の女優、歌手である。

## 来歴
1947年、ペンシルベニア州フィラデルフィアに生まれる。1976年にテレビドラマシリーズの『ジェファーソンズ』で女優デビュー。1984年に出演したコメディ・シリーズ『ポリス・アカデミー』で映画デビューを果たした。同映画では、小柄ながらも強気で悪行を正す黒人の婦人警官ラヴァーン・フックス役をコミカルに演じており、第1作目から第6作目まで出演した。それ以降も『ビバリーヒルズ高校白書』などのテレビドラマや、『ロボット・チキン』などのテレビアニメなどへ出演し、キャリアを積んだ。近年はそこまで大きな作品への出演はなかったが、引き続き女優、コメディエンヌ、歌手としてキャリアを重ねていた。
2021年1月7日、ロサンゼルスの自宅で死去した。73歳没。

## 出演作品

### 映画
- ポリス・アカデミー Police Academy (1984)
- Family Secrets (1984)
- ポリスアカデミー2 全員出動! Police Academy 2: Their First Assignment (1985)
- ポリスアカデミー3 全員再訓練! Police Academy 3: Back in Training (1986)
- ポリスアカデミー4 市民パトロール Police Academy 4: Citizens on Patrol (1987)
- ポリスアカデミー5 マイアミ特別勤務 Police Academy 5: Assignment: Miami Beach (1988)
- ポリスアカデミー6 バトルロイヤル Police Academy 6: City Under Siege (1989)
- マニアックス Maniacts (2001)
- Recipe for Disaster (2003)
- The Stolen Moments of September (2007)
- Who Killed Soul Glow? (2012)
- Return to Babylon (2013)
- Wal-Bob's (2014)
- ラバランチュラ　全員出動! Lavalantula (2015)
- ホエン・アイ・シング（2018）

### テレビドラマ
- ジェファーソンズ The Jeffersons (1976)
- 冒険野郎マクガイバー MacGyver (1990)
- ビバリーヒルズ高校白書 Beverly Hills, 90210 (1991)
- Johnny Bago (1993)
- ザ・ナニー The Nanny (1994)
- Tim and Eric Awesome Show, Great Job! (2009)

### テレビアニメ
- ロボット・チキン Robot Chicken (2006)